# Франческо Мария II делла Ровере
Франческо Мария II делла Ровере (итал. Francesco Maria II Della Rovere; 20 февраля 1549, Пезаро — 23 апреля 1631, Урбания) — последний герцог Урбино из династии Делла Ровере.

## Биография
Франческо Мария II был сыном герцога Урбино Гвидобальдо II делла Ровере и его супруги, пармской принцессы Виктории Фарнезе. Воспитывался в 1565—1568 годах при дворе испанского короля Филиппа II. После смерти отца в 1574 году занял трон Урбино. В 1585 году король Филипп II принял его в орден Золотого руна.
В своём первом браке, в 1570 году, Франческо Мария II женился на Лукреции д’Эсте, дочери герцога Феррары Эрколе II. Этот брак был бездетным, и в 1576 году последовал развод. Однако Франческо Марии, для сохранения герцогства Урбино за представителями рода делла Ровере необходим был наследник мужского пола; в противном случае герцогство переходило бы под власть Папского государства. Поэтому после смерти Лукреции в 1599 году, он женился вторично, на своей кузине Ливии делла Ровере (1585—1641), которая была младше Франческо Марии на 36 лет. 16 мая 1605 года у них родился наследник, Федерико Убальдо, который, однако, скончался в 1623 году, по всей видимости от отравления.
Так как у герцога уже не могло быть прямых наследников, в 1625 году Франческо Мария передал управление над Урбино римскому папе Урбану VIII и последние годы провёл в уединении в Урбино. После смерти герцога в 1631 году Урбино окончательно вошло в состав Папской области. Внучка Франческо Марии, дочь его сына Федерико Убальдо — Виттория, вышедшая замуж за Великого герцого Тосканского Фердинандо II Медичи, получила по завещанию богатое картинное собрание герцогов Урбино, ставшее одной из основ галереи Уффици во Флоренции.